# Miss Universe 2012
Miss Universe 2012 – 61. wybory Miss Universe. Gala finałowa odbyła się 19 grudnia 2012 w Planet Hollywood Resort and Casino w Las Vegas, Stany Zjednoczone. Miss Universe została reprezentantka Stanów Zjednoczonych Olivia Culpo.

## Rezultaty
| Tytuł              | Laureatka |
| ------------------ | --- |
| Miss Universe 2012 | Stany Zjednoczone – Olivia Culpo |
| I Wicemiss         | Filipiny – Janine Tugonon |
| II Wicemiss        | Wenezuela – Irene Esser |
| III Wicemiss       | Australia – Renae Ayris |
| IV Wicemiss        | Brazylia – Gabriela Markus |
| Top 10             | Francja – Marie Payet · Meksyk – Karina González · Południowa Afryka – Melinda Bam · Rosja – Jelizawieta Gołowánowa · Węgry – Agnes Konkoly                |
| Top 16             | Chorwacja – Elizabeta Burg · Indie – Shilpa Singh · Kosowo – Diana Avdiu · Peru – Nicole Faveron · Polska – Marcelina Zawadzka · Turcja – Çağıl Özge Özkul |

## Nagrody specjalne
| Tytuł                      | Laureatka               |
| -------------------------- | ----------------------- |
| Miss Koleżeńskości         | Gwatemala – Laura Godoy |
| Miss Fotogeniczności       | Kosowo – Diana Avdiu    |
| Najlepszy kostium narodowy | Chiny – Xu Jidan        |